# Celtnieks
Celtnieks – wielofunkcyjny stadion w Dyneburgu, na Łotwie. Może pomieścić 5000 widzów. Swoje spotkania rozgrywa na nim drużyna FC Daugava.